# Stazione di Ivry-sur-Seine
La stazione di Ivry-sur-Seine (in francese Gare d'Ivry-sur-Seine) è una stazione ferroviaria situata nel comune di Ivry-sur-Seine, nel dipartimento della Valle della Marna, lungo la ferrovia Parigi-Bordeaux.

## Storia
Fu messa in servizio l'8 giugno 1900 dalla Compagnie du chemin de fer de Paris à Orléans come stazione del Chevaleret. Nel 1919 assunse la denominazione attuale.

## Movimenti
La stazione è servita dai treni della Linea RER C.